# Écran Large
Écran Large est un média en ligne français spécialisé dans la pop culture et plus particulièrement le cinéma, créé en 2004.

## Historique
Écran Large a été créé en 2004 par Laurent Pécha, Sandy Gillet, Stéphane Argentin, Thomas Douineau, Didier Verdurand et Bruno Laurent, anciens de DVDrama, un webzine créé en 1999. Le site est alors principalement constitué d'actualités et de critiques des dernières sorties cinéma et DVD, ainsi que d'un forum.
En 2014, Écran Large est racheté par l'entreprise New Vega, dont le PDG Jonathan Dumont devient directeur de publication et impulse une nouvelle formule mettant en valeur les différentes personnalités de la rédaction. Simon Riaux et Christophe Foltzer sont alors les deux principaux rédacteurs.

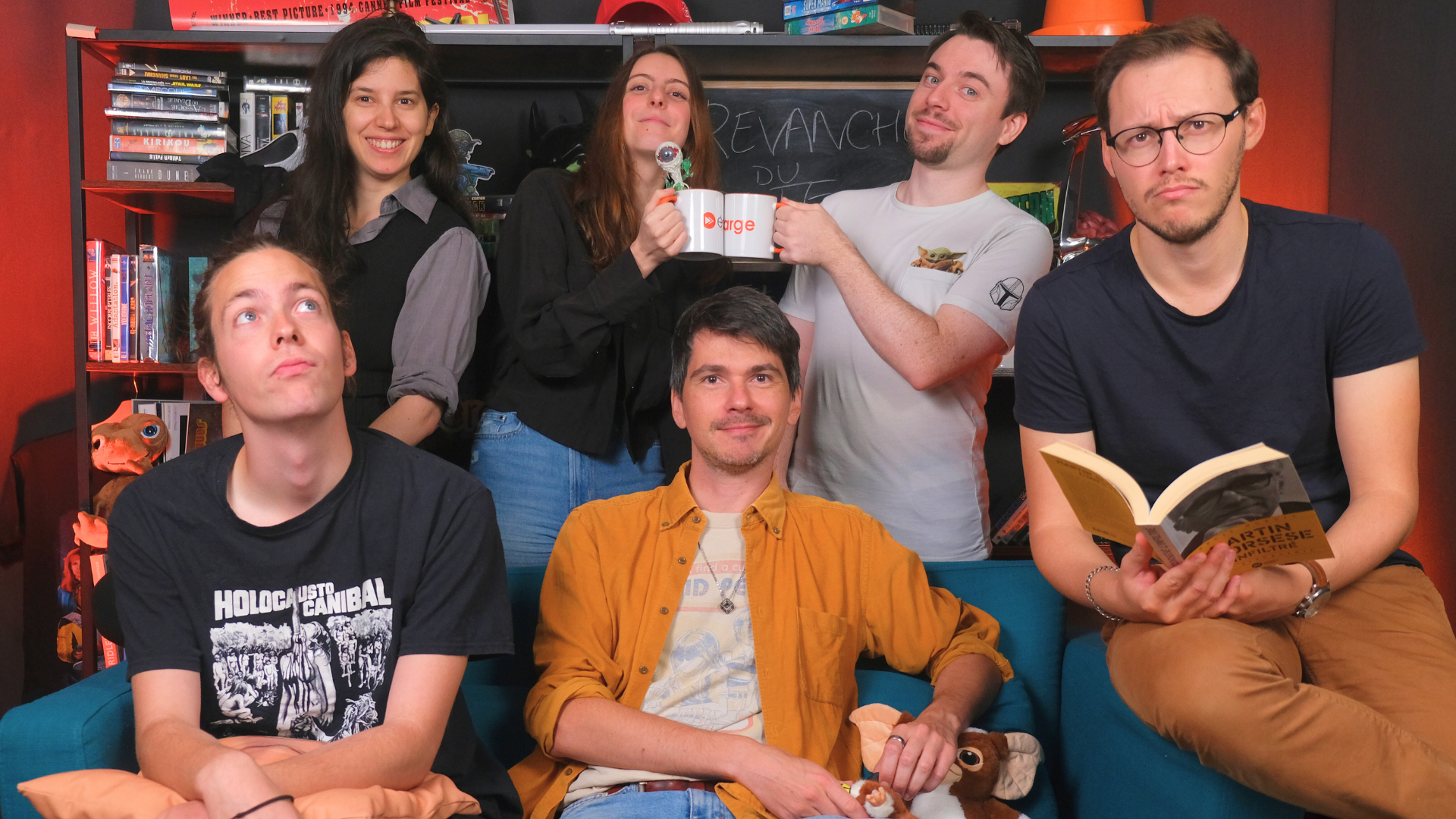
Les principales figures de la rédaction d'Écran Large en 2023. Au premier plan, de gauche à droite : Mathieu Jaborska, Geoffrey Crété (rédacteur en chef), Alexandre Janowiak. Au second plan : Judith Beauvallet, Déborah Lechner, Antoine Desrues.

Depuis 2019, le rédacteur en chef est Geoffrey Crété. L'équipe est actuellement composée, outre Geoffrey Crété, d'Alexandre Janowiak, Mathieu Jaborska, Déborah Lechner, Antoine Desrues et Judith Beauvallet. Cette équipe permanente est principalement en charge des critiques, des dossiers, des vidéos sur YouTube, du podcast La Réu' d'Écran Large et de l'animation des projections Le Grand Écran Large.

## Positionnement
Écran Large publie principalement des actualités concernant les films en production ou à venir, ainsi que des critiques des dernières sorties et des dossiers revenant plus en profondeur sur un film, une franchise ou un aspect marquant de l'industrie cinématographique ou de l'histoire du cinéma. Certains dossiers sont également consacrés à des films moins connus que la rédaction a à cœur de mettre en lumière.
Les films sont au premier plan mais tous les supports de la pop culture sont abordés : séries, jeux vidéo, mangas, comics, bandes dessinées, etc. L'actualité des grands acteurs de l'audiovisuel, comme les studios de cinéma et les plateformes de streaming, est également couverte, ainsi que les évolutions du box-office français, américain et mondial.
Le média revendique des partis pris éditoriaux parmi lesquels des points de vue tranchés et teintés d'humour, un engagement progressiste, et la défense d'un débat cinéphile et culturel exigeant entretenu par une presse indépendante,.

## Supports et activités
En plus de son site Internet, Écran Large a développé des contenus supplémentaires sur différents supports :
- En 2018, le média lance sa chaîne YouTube, réalisant des critiques à chaud, des analyses, des interviews, etc. Elle compte aussi une chronique intitulée Le Doigt dans le Culte revenant sur l'histoire et l'impact de films cultes.
- À partir de 2022, la rédaction organise plusieurs fois par an Le Grand Écran Large, des projections spéciales au Club de l'Étoile (Paris) de films clivants ou que la rédaction estime injustement méconnus. Ces projections sont suivies de discussions entre l'équipe et le public[7].
- En 2023 est lancé le podcast La Réu' d'Écran Large, des discussions d'environ une à deux heures au sein de l'équipe de rédaction, tournant autour de personnalités et de films marquants dans l'histoire ou l'actualité du cinéma[8].

Les journalistes d'Écran Large sont présents dans des festivals en tant que jurés ou intervenants,, dans des médias ou à la radio pour débattre et partager leurs analyses,,,, et sont régulièrement cités dans des revues de presse,,,,.
La rédactrice Judith Beauvallet anime aussi la chaîne Demoiselles d'horreur sur YouTube, centrée sur de grandes figures féminines (personnages, actrices, réalisatrices) dans le cinéma de genre. Elle a bénéficié d'une aide à la création du CNC dans le cadre de CNC Talent 2023.

## Modèle économique
Écran Large communique régulièrement sur son modèle économique et ses difficultés financières. Le site est gratuit dans sa globalité, avec des publicités, mais propose une formule d'abonnement permettant de marquer son soutien et d'accéder à des dossiers exclusifs,. Il noue ponctuellement des partenariats avec des distributeurs et des maisons d'édition.
En novembre 2022, l'équipe d'Écran Large déplore publiquement la brutale liquidation du site Gamekult, pilier de la critique vidéoludique en ligne, par son nouveau propriétaire Reworld Media. Elle alerte sur la situation de la presse culturelle française, amenée à perdre progressivement son indépendance et à devenir un « véhicule promotionnel servile » au service de « mastodontes détenus par des empires financiers ».
En juillet 2023, le rédacteur en chef Geoffrey Crété publie sur Twitter un « message de service » destiné à son lectorat. Il explique que la rédaction est contrainte de créer des « news de merde », pouvant être jugées peu dignes d'intérêt et dotées de titres aguicheurs, pour qu'elles soient mises en avant dans les recommandations du service « Discover » de Google, qui engendre la grande majorité du trafic sur le site. Le journaliste émet le constat d'une détresse généralisée des rédacteurs des sites web culturels gratuits, obligés de se conformer aux exigences de Google pour faire survivre leurs médias, souvent au prix d'une dégradation de la qualité. Pour Arrêt sur images, ce message est représentatif des difficultés traversées par l'ensemble de la profession, citant l'exemple de l'emblématique site Jeuxvideo.com.
Pour faire face à cette situation et financer de nouveaux projets, le média sollicite le soutien de ses lecteurs et lance une opération de financement participatif, La Revanche du Site, en octobre 2023. Celle-ci est un succès, récoltant plus de 37 000 euros pour un objectif initial de 25 000 euros.